# DPDgroup
DPDgroup eller bare DPD (Akronym: Dynamic Parcel Distribution, tidligere DPD Deutscher Paket Dienst GmbH & Co. KG) er en international logistikvirksomhed med hovedkontor i Issy-les-Moulineaux i Frankrig. DPD driver virksomhed 230 lande.
DPD har sin oprindelse i 1976, da adskillige store tyske speditionsfirmaer etablerede Deutscher Paketdienst. I 2001 blev DPD til et brand i GeoPost Group, et datterselskab til det franske postvæsen La Poste, der i dag har 83,32% af aktierne i DPD. GeoPost Group blev etableret i 1999, og har siden via opkøb i branchen over hele Europa konsolideret sin virksomhed som den næststørste pakkedistributør i Europa. I 2007 ændredes DPDs navn til det nuværende Dynamic Parcel Distribution.